# Joint Venture (Fernsehserie)
Joint Venture (im französischen Original Family Business (Dt.: Familienunternehmen); im frankokanadischen Tout part en fumée (Dt.: Alles löst sich in Rauch auf)) ist eine französische Dramedyserie aus dem Jahr 2019, die als Netflix Original produziert wird. Die Idee stammt von Igor Gotesman, der die Serie auch produziert. Im September 2020 erschien eine zweite Staffel, eine dritte Staffel wurde am 8. Oktober 2021 veröffentlicht.

## Handlung
In Frankreich kommt das Gerücht auf, dass Marihuana legalisiert werden soll. Joseph, er stammt aus einer Fleischerfamilie, die eine koschere Fleischerei betreibt, wittert das große Geschäft, denn richtig gut laufen die Geschäfte mit dem Fleisch nicht mehr. Er fasst den Entschluss, die Fleischerei in Frankreichs ersten Coffeeshop umzuwandeln. Doch bevor er richtig durchstarten kann, muss er erst noch seine Familie von der Idee überzeugen, und auch wenn Gras bald legalisiert wird, stellt sich heraus, dass es doch eine Portion Kriminalität braucht, um in diesem Business Erfolg zu haben.

## Besetzung und Synchronisation
Die deutsche Synchronisation entstand nach einem Synchronbuch von Nathan Bechhofer und Tim Sander (nur Folge 4–5) unter der Dialogregie von Tim Sander im Auftrag der SDI Media Germany.

### Hauptdarsteller
| Rolle              | Darsteller        | Erscheinen (Folgen) | Rollenbeschreibung                                  | Synchronsprecher   |
| ------------------ | ----------------- | ------------------- | --------------------------------------------------- | ------------------ |
| Gérard Hazan       | Gérard Darmon     | 1.01–               | Vater von Joseph und Aure                           | Lutz Riedel        |
| Joseph Hazan       | Jonathan Cohen    | 1.01–               | Sohn von Gérard                                     | Jeremias Koschorz  |
| Aure Hazan         | Julia Piaton      | 1.01–               | Tochter von Gérard                                  | Melanie Pukaß      |
| Ludmilla           | Liliane Rovère    | 1.01–               | Schwiegermutter von Gérard, Oma von Joseph und Aure | Denise Gorzelanny  |
| Olivier            | Olivier Rosemberg | 1.01–               | enger Freund der Familie Hazan                      | Dennis Schmidt-Foß |
| Ali Benkikir       | Ali Marhyar       | 1.01–               | Freund der Familie Hazan und Bruder von Aïda        | Tim Sander         |
| Aïda Benkikir      | Lina El Arabi     | 1.01–               | Schwester von Ali und Freundin von Joseph           | Magdalena Turba    |
| Clémentine Cendron | Louise Coldefy    | 1.01–               | Tochter des Gesundheitsministers                    | Julia Kaufmann     |

### Nebendarsteller
| Rolle            | Darsteller       | Erscheinen (Folgen)         | Rollenbeschreibung                           | Synchronsprecher     |
| ---------------- | ---------------- | --------------------------- | -------------------------------------------- | -------------------- |
| Youssef Benkikir | Oussama Kheddam  | 1.02, 1.04–1.05             | Bruder von Ali und Aïda                      | Tobias Müller        |
| Élodie           | Ariane Mourier   | 1.04–1.06                   | Polizistin                                   | Nora Kunzendorf      |
| Virgile          | Martin Pautard   | 1.02, 1.04–1.06             |                                              | Benjamin Kiesewetter |
| Monsieur Cendron | Philippe Dusseau | 1.06                        | Gesundheitsminister und Vater von Clémentine | Peter Sura           |
| Tomoko           | Chihiro Niuya    | 1.01, 1.03                  | Japanerin und heimliche Freundin von Aure    | Uschi Hugo           |
| Jérémy Waldman   | Dan Herzberg     | 1.01–1.02                   | Lieferant                                    | Stephan Baumecker    |
|                  | Enrico Macias    | 1.02, 1.04–1.06, 2.03, 2.06 | als er selbst                                | Axel Lutter          |
|                  | Valérie Damidot  | 1.05–1.06                   | als sie selbst                               | Ilona Schulz         |

## Episodenliste und Ausstrahlung

### Staffel 1
| Nr. (ges.)                                                                    | Nr. (St.) | Deutscher Titel  | Originaltitel         |
| ----------------------------------------------------------------------------- | --------- | ---------------- | --------------------- |
| 1                                                                             | 1         | Business-Plan    | Business plan         |
| 2                                                                             | 2         | Deal             | Deal                  |
| 3                                                                             | 3         | Marktforschung   | Les porcs d’Amsterdam |
| 4                                                                             | 4         | Im Keim erstickt | Plantade              |
| 5                                                                             | 5         | Pastraweed       | Pastraweed            |
| 6                                                                             | 6         | Feierabend       | Terminus              |
| Die erste Staffel wurde am 28. Juni 2019 weltweit bei Netflix veröffentlicht. |           |                  |                       |

### Staffel 2
Im Juli 2019 wurde angekündigt, dass Joint Venture um eine zweite Staffel verlängert wurde.
| Nr. (ges.)                                                                          | Nr. (St.) | Deutscher Titel      | Originaltitel        |
| ----------------------------------------------------------------------------------- | --------- | -------------------- | -------------------- |
| 7                                                                                   | 1         | Pfad der Tugend      | Le Droit Chemin      |
| 8                                                                                   | 2         | Rivalisierende Gang  | Bande Rivale         |
| 9                                                                                   | 3         | Die Brühe            | Le Bouillon          |
| 10                                                                                  | 4         | Abschiedsgeschenk    | Dernier petit cadeau |
| 11                                                                                  | 5         | Nach Süden gerichtet | Exposé plein sud     |
| 12                                                                                  | 6         | Burrata              | Burrata              |
| Die zweite Staffel wurde am 11. September 2020 weltweit bei Netflix veröffentlicht. |           |                      |                      |

### Staffel 3
| Nr. (ges.)                                                              | Nr. (St.) | Deutscher Titel       | Originaltitel             |
| ----------------------------------------------------------------------- | --------- | --------------------- | ------------------------- |
| 13                                                                      | 1         | Nach Norden gerichtet | Plein nord                |
| 14                                                                      | 2         | Showtime              | Showtime                  |
| 15                                                                      | 3         | Die zehn Gebote       | Les dix commandements     |
| 16                                                                      | 4         | Boukha für alle       | Boukha pour tout le monde |
| 17                                                                      | 5         | Wie durch Magie       | Comme par hasard          |
| 18                                                                      | 6         | Masel tov             | Mazel tov                 |
| Die dritte Staffel wurde am 8. Oktober 2021 auf Netflix veröffentlicht. |           |                       |                           |

## Rezeption
Serienjunkies.de schreibt, dass die Serie „nicht der Rede wert“ sei, die Schauspieler nett und die Inszenierung nicht sonderlich spannend sei. Größter negativer Kritikpunkt ist der schräge Humor von Creator Igor Gotesman, „was bei einer Komödie fatal“ sei.
Oliver Armknecht bezeichnet auf film-rezensionen.de den Humor als grauenvoll und stellt in Frage, ob man es überhaupt noch als Humor bezeichnen kann. Seiner Meinung nach sind die Figuren weder spannend noch sympathisch, die sechs Folgen sind noch zu viel und die in der Serie enthaltende Ankündigung auf eine zweite Staffel hält er mehr für eine Drohung.
Julian Miller dagegen beschreibt Joint Venture auf Quotenmeter.de als „eine[r] junge[n], moderne[n] und dabei doch unverwechselbar traditionell französische[n] Komödie, deren Witz trifft und deren Figuren der Spagat aus satirischer Persiflage und Charakternähe spielend gelingt“.
Während Kritiker die Serie überwiegend negativ auffassten, sind die Zuschauer positiver gestimmt. In der Internet Movie Database stimmten circa 1000 Nutzer ab und vergaben so 7,2 von 10 möglichen Punkten.